# Corrente Socialista Democratica Cubana
La Corrente Socialista Democratica Cubana (esp: Corriente Socialdemócrata Cubana, CSC) è un partito politico cubano d'ispirazione socialdemocratica, attualmente illegale a Cuba perché opposto al PCC.
Ha una considerazione diversa sulla Rivoluzione cubana, sostenendo che, nonostante fosse guidata da comunisti, ne prendevano parte anche socialdemocratici, democristiani, liberali e nazionalisti, e che il PCC si sia accaparrato tutti i meriti.
Tuttora vuole essere un forum aperto per persone che vogliono dibattere sulle questioni cubane, a cui vengono fornite anche le posizioni del CSC.